# DoungJai Hiransri
DoungJai "Phiao" Hiransri, född 1980, är en thailändsk skådespelare. Hon spelar rollen som "Oh" i TV-serien 30 grader i februari (2012 och 2015).

## Filmografi
- 2000 Mysterious Object at Noon (Thai: Dokfa Nai Meuman)
- 2007 Ma fille est innocente' (TV-produktioner) Mei Lin
- 2012 30 grader i februari (TV-serien) (S1) Oh
- 2014 Patong Girl Plaa
- 2014 The Last Executioner hon Duangjai
- 2015 Khuen Si Namngoen
- 2015 ThirTEEN Terrors (TV-serien)
- 2015 The Blue Hour (Thai: Onthakan) Mother
- 2016 30 grader i februari (TV-serien) (S2) Oh
- 2016 Take Me Home Chom